# گوردون گریر
گوردون گریر (انگلیسی: Gordon Greer؛ زادهٔ ۱۴ دسامبر ۱۹۸۰) بازیکن فوتبال اهل بریتانیا است.
از باشگاه‌هایی که در آن بازی کرده‌است می‌توان به باشگاه فوتبال کیلمارنوک، باشگاه فوتبال بلکبرن روورز، باشگاه فوتبال سوئیندون تاون، باشگاه فوتبال دونکستر راورز، باشگاه فوتبال برایتون اند هوو آلبیون، و باشگاه فوتبال استوک‌پورت کانتی اشاره کرد.
وی همچنین در تیم ملی فوتبال  اسکاتلند بازی کرده‌است.